# الكسندر وركمان
الكسندر وركمان هو سياسي كندي، ولد في 28 مايو 1798، وتوفي في 12 ديسمبر 1891. انتخب عمدة أوتاوا ‏ (1860 – 1862).